# Vicia lutea
Vicia lutea là một loài thực vật trong chi Vicia. Nó là loài bản địa của châu Âu, tây Á, và Bắc Phi, và ở những nơi khác thì nó là loài du nhập. Đây là loài câu thân thảo hàng năm. 

## Hình ảnh

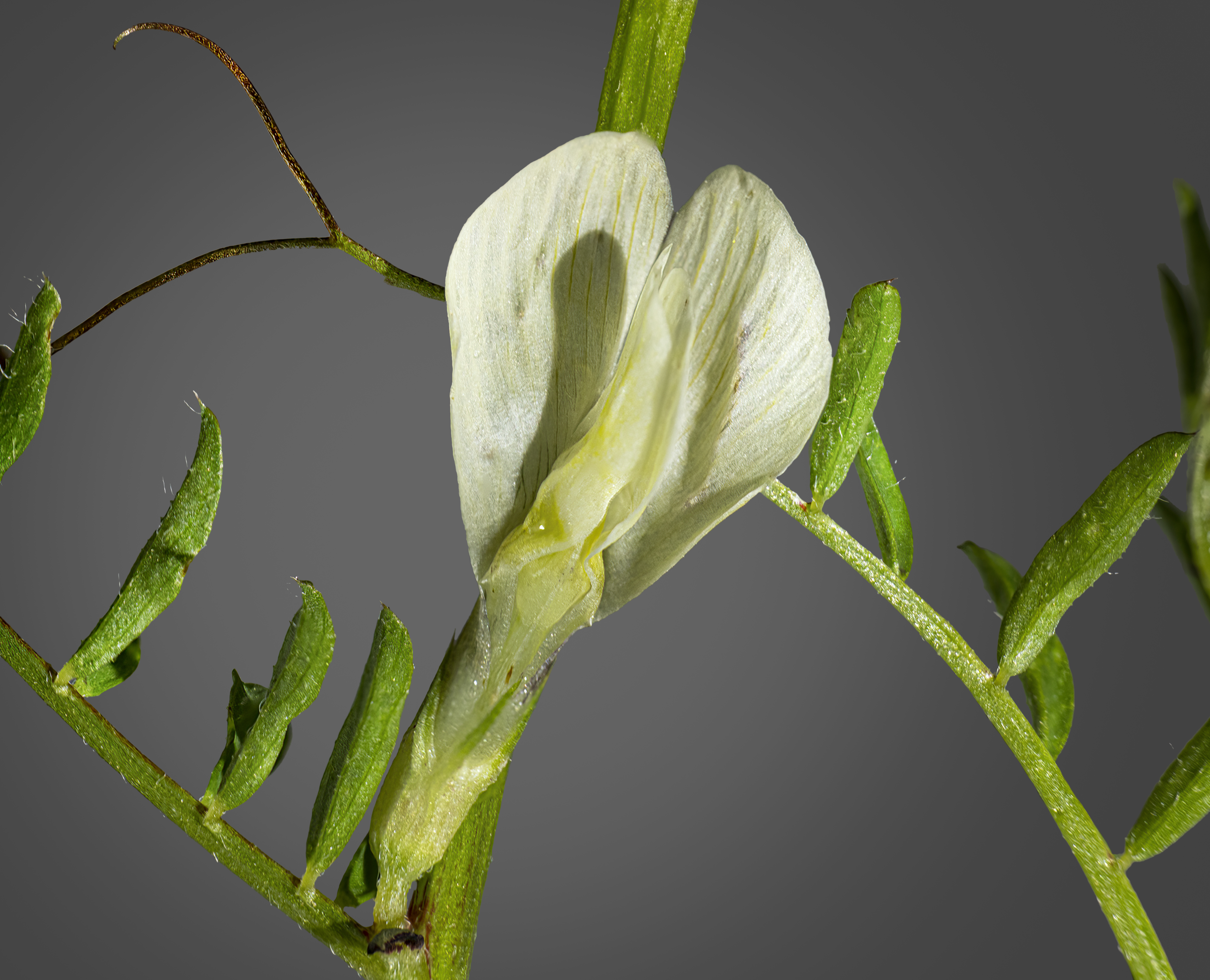
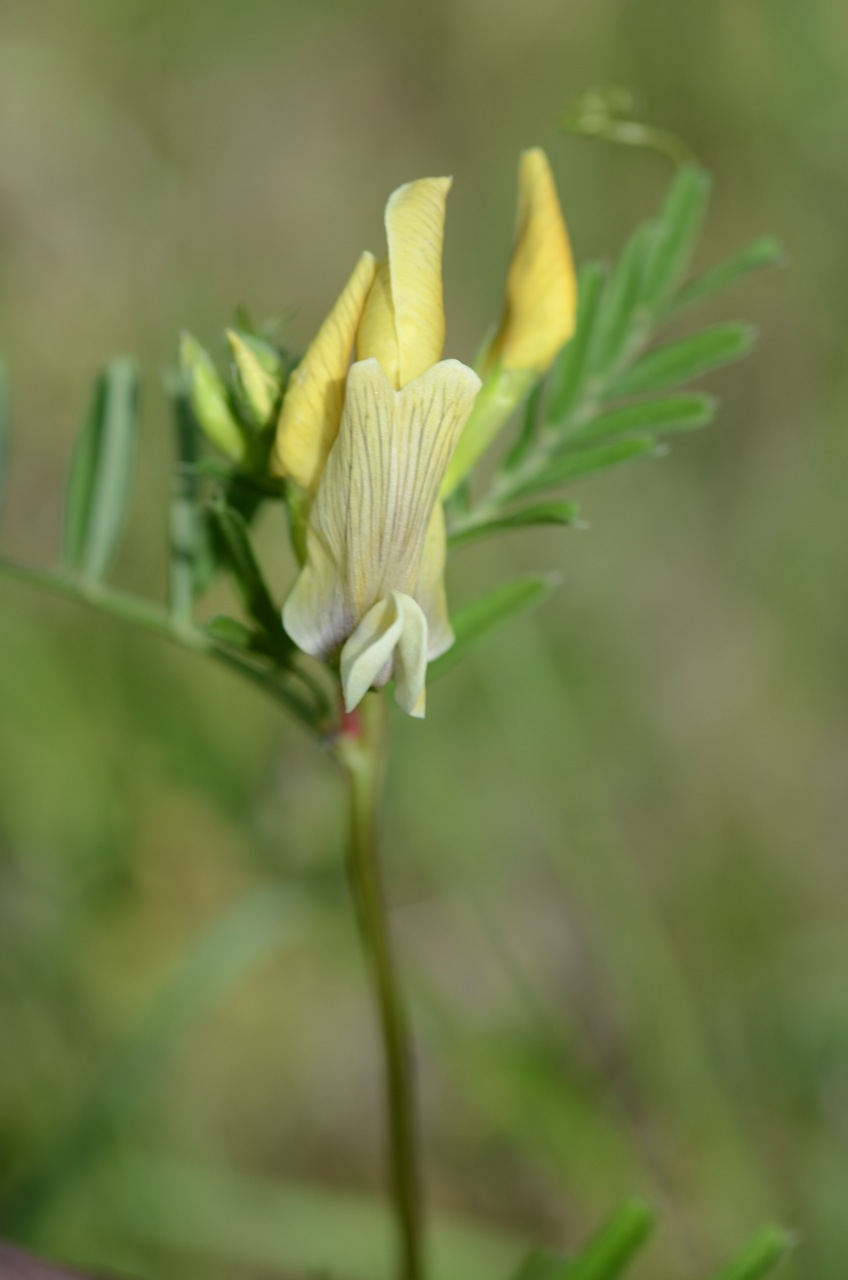
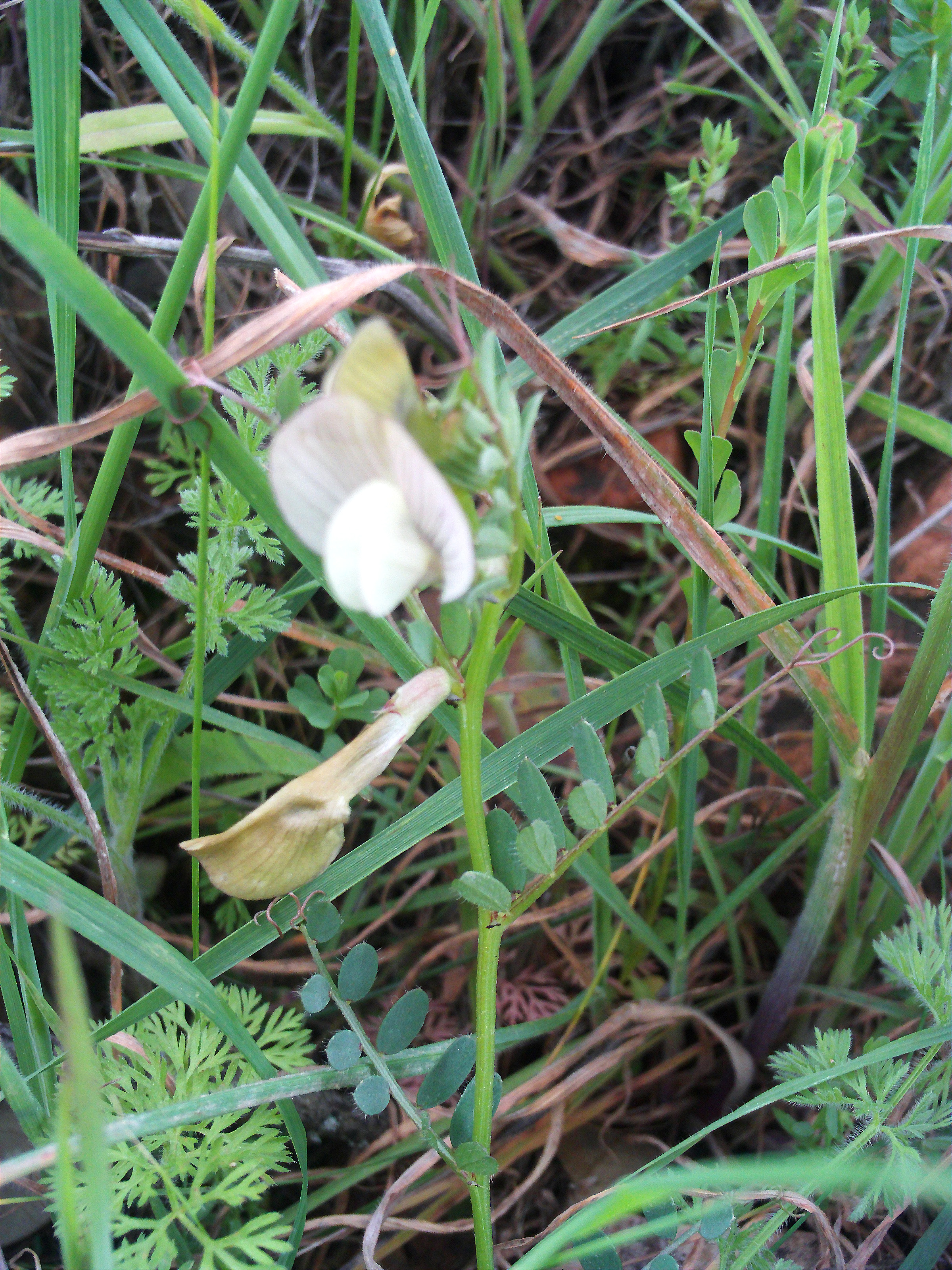
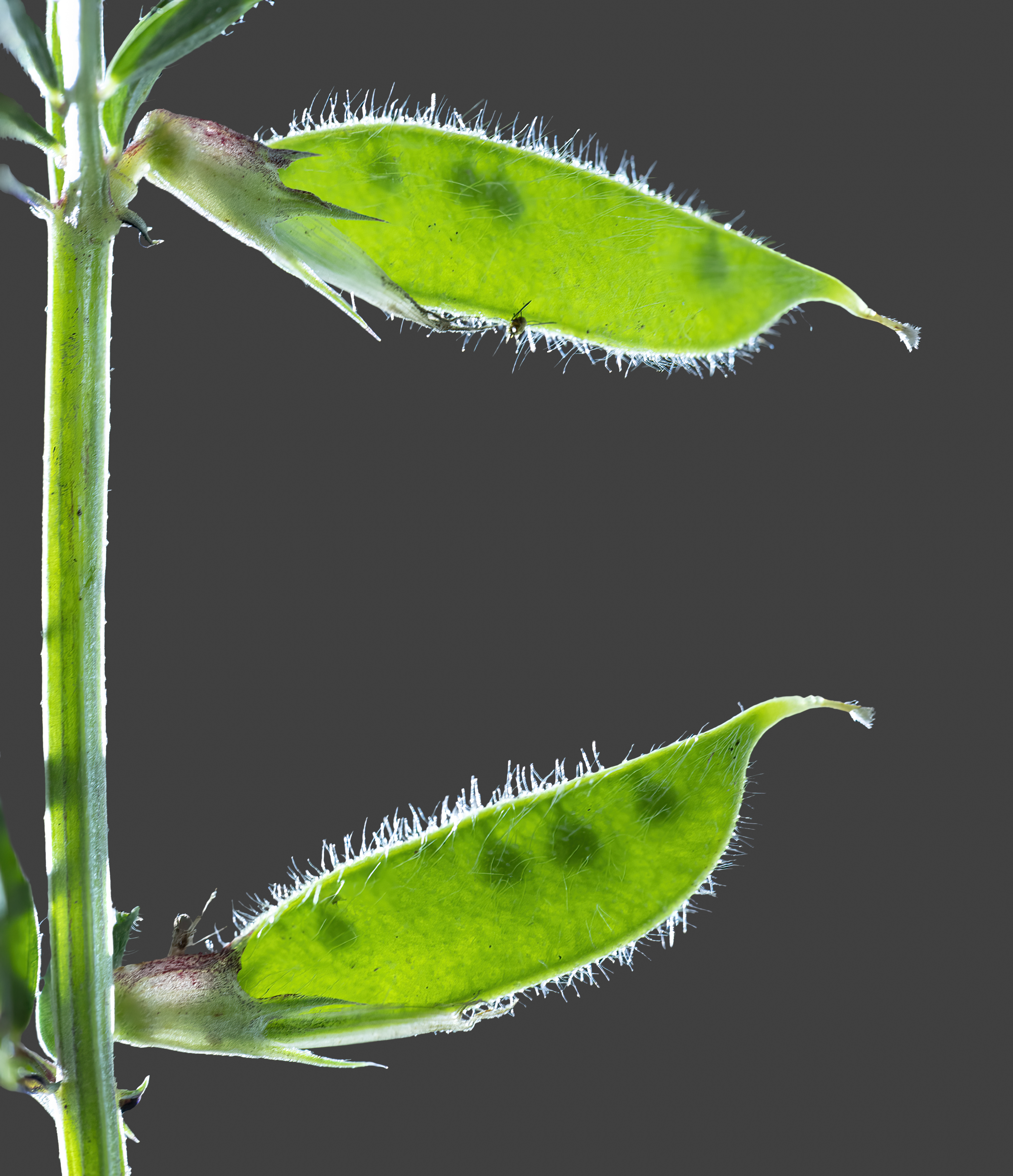

</gallery>